# Dalešice (kraj liberecki)
Dalešice – gmina w Czechach, w powiecie Jablonec nad Nysą, w kraju libereckim.
1 stycznia 2017 liczyła 194 mieszkańców, a średni wiek mieszkańca wynosił 38,7 lat.